# Jóvenes Piratas de Europa
Los Jóvenes Piratas de Europa, abreviado JPE (del inglés: Young Pirates od Europe, YPE) son una federación europea de organizaciones juveniles piratas europeas y otras organizaciones juveniles que trabajan en temas digitales, por transparencia en el gobierno, democracia participativa y derechos civiles. 
Si bien la federación es miembro fundador y la organización juvenil del Partido Pirata Europeo, es una organización independiente con organizaciones afiliadas tanto piratas como no piratas. Fue fundada en agosto de 2013 y está registrada oficialmente en Luxemburgo. La asociación es administrada por una junta de hasta 7 miembros. 
Fue fundada como una organización sin fines de lucro en Suecia, pero ha cambiado su sede registrada varias veces. El 19 de septiembre de 2014, la organización sueca original se disolvió y JPE se fundó nuevamente como una organización belga. En este proceso, Mladí Piráti, la organización juvenil pirata checa, así como Junge Pirat*innen de Austria, se convirtieron en miembros fundadores. Sin embargo, Ung Pirat, uno de los miembros fundadores originales, abandonó la organización porque sus delegados no fueron nombrados para fundar una nueva organización y votar en nombre de Ung Pirat en su asamblea. El 21 de agosto de 2015, la organización fue refundada una vez más como una organización sin fines de lucro con sede en Luxemburgo con Junge Pirat*innen Österreichs (Austria), Piraattinuoret (Finlandia), Jeunes Pirates (Francia), Junge Piraten (Alemania), Ungir Píratar (Islandia) y Ung Pirat (Suecia) como miembros fundadores. Durante su EPIC (Asamblea General) 2016, JPE aceptó la solicitud de membresía de Falanster (Bielorrusia) y cambió sus objetivos y requisitos de membresía para reflejar su relación cambiada con las Partes Piratas europeas. De ahora en adelante, el "objetivo principal de JPE es reunir a las organizaciones juveniles piratas europeas y otras organizaciones juveniles que trabajan en temas digitales y por la transparencia en el gobierno, la democracia participativa y los derechos civiles, así como a sus miembros, mejorando no solo la coordinación de sus trabajo político, pero también apoyando el intercambio cultural y personal" y las organizaciones miembros ya no tienen que estar afiliadas al Partido Pirata en su país de origen, siempre y cuando apoyen los objetivos políticos de JPE.
En el EPIC 2018, se aprobó la adhesión de Mladí piráti (Chequia) y Mladi Pirati Slovenije (Eslovenia), con el diputado checo y el presidente de Mladí piráti, František Kopřiva (MP), convirtiéndose en presidente. El mismo año, se consideró que la membresía de Jeunes Pirates (Francia) había caducado debido a su continua inexistencia, y fueron expulsados de la organización.

## Estructura
Young Pirates of Europe se divide en dos órganos: el Consejo y la Junta. 
El Consejo (European Pirates Instituted Council, EPIC) es el máximo órgano de JPE. Se reúne anualmente y elige la Junta y hasta dos auditores. Además de la aprobación de los estados financieros del año anterior y el presupuesto para el próximo año, puede decidir sobre la aprobación de la gestión de la Junta y los auditores. El Consejo también decide sobre las mociones presentadas por una organización miembro o la Junta. Los votantes del Consejo están formados por hasta dos delegados de cada una de las organizaciones miembros. La Junta o un tercio de los miembros pueden solicitar una reunión extraordinaria (EPIC FAIL). 
La Junta está compuesta por el presidente, un Tesorero, el Secretario General y hasta otros cuatro miembros. Los miembros de la Junta no pueden tener más de 29 años al comienzo de su mandato. 
El Presidente representa a los Jóvenes Piratas de Europa en el público y se encarga de las reuniones regulares de la junta. 
El Tesorero es responsable del presupuesto y las cuentas de la organización. Para este propósito, deberán informar a los miembros semestralmente y examinar las finanzas de las asociaciones miembros. 
El Secretario General representa a la organización ante sus organizaciones miembros y organiza la mayoría de las actividades. Para ello, les informan sobre las decisiones de la Junta y organizan las reuniones del EPIC.

## Miembros
Jóvenes Piratas de Europa
- Austria: #hyperlinks (Junge Pirat*innen)[2]
- Bielorrusia: Фаланстэр/Falanster[3]
- República Checa: Mladí piráti
- Finlandia: Piraattinuoret
- Alemania: Junge Piraten
- Islandia: Ungir Píratar
- Eslovenia: Mladi Pirati Slovenije
- Suecia: Ung Pirat

## Antiguos miembros del presidium
Presidentes
- Julia Reda, eurodiputada, 2014-15
- Arnaldur Sigurðarson, miembro del Ayuntamiento de Reykjavík, 2015-16
- Bernhard Hayden, 2016-18
- František Kopřiva (MP), miembro de la Cámara de Diputados checa, 2018-presente

Secretarios Generales
- Bernhard Hayden, 2015-16
- Henry Winckle, 2016-17, 2017-18
- Maija Li Raudaskoski, 2017
- Charalampos Kyritsis, 2018-presente

Tesoreros
- Lukas Martini, 2015-18
- Magnus Hulterström, 2018-presente